# Оливия Роговска
Оливия Роговска (на английски: Olivia Rogowska) е австралийска тенисистка, родена на 7 юни 1991 г. Родена е и живее в Мелбърн. Играе с дясна ръка. Записала е победи над Йелена Докич, Алиша Молик, Мария Кириленко и София Арвидсон.